# Simon van de rivier
Simon van de rivier (Frans: Simon du Fleuve) is een reeks sciencefiction-stripverhalen van de Franse stripauteur Auclair. Ze verscheen oorspronkelijk in het weekblad Kuifje en werd uitgegeven door uitgeverij Le Lombard.

## Publicaties
De Simon reeks bestaat uit twee cyclussen. De eerste cyclus bestaat uit zes verhalen die tussen 1973 en 1978 in het weekblad Kuifje gepubliceerd werden. Deze reeks draagt als ondertitel kroniek van een toekomstige wereld. Hieronder vallen ook het eerste gepubliceerde verhaal van Auclair Daarna en de in het Franse tijdschrift Pilote gepubliceerde hoofdstukken van Jason Muller (in het vijfde Simon-album komt hij als oude man terug). Van de delen twee tot en met zes verschenen van 1976 tot 1979 albums. Van het eerste verhaal, De ballade van Roodhaar, dat grotendeels gebaseerd is op de roman Le chant du monde van de schrijver Jean Giono, werd de publicatie in eerste instantie tegengehouden. In 1999 verscheen dat deel in album als onderdeel van de Auclair-special van Johan Vanbuylen getiteld De zwarte dame. De tweede cyclus werd uitgebracht van 1988 tot 1989. Deze tweede reeks werd samen met Alain Riondet gemaakt. De gehele Simon reeks is gestart in een tijd waarin de Koude Oorlog nog woedde, maar het belangrijkste thema is van alle tijden: de technologie heeft geen toekomst en de mens moet terug naar de natuur.

## Beschrijving
De hoofdpersoon van de strip, Simon, leeft in een post-apocalyptische wereld; de westerse beschaving is grotendeels ingestort. Er zijn diverse sporen van de beschaving uit het verleden zichtbaar, in de vorm van overwoekerde steden, verlaten treinstations en omgevallen elektriciteitsmasten. Een wereldheerschappij is er niet meer, de wereld bestaat globaal uit twee groepen, namelijk de mensen in de steden (waar Simon ook een van is), die technologisch verder ontwikkeld zijn dan de mensen op het land, die zich in stammen hebben georganiseerd.
Simon is geboren in een stad, waaruit hij gevlucht is na de moord op zijn vader, die een geleerde was. Deze had een nieuw wapen uitgevonden en vernietigde alle plannen daarvan, toen hij tot het inzicht kwam dat dit wapen door de machthebbers ging worden misbruikt. Simon woont al jaren als eenling in moerassen aan een rivier. Mensen uit de omgeving noemen hem daarom "Simon van de rivier". De verhalen beginnen in de niet al te verre toekomst met een bezoek van de vader van Roodhaar welke hem om raad komt vragen.

## Verschenen albums
| Nr. | Titel                   | Originele titel            | Verschenen in |
| --- | ----------------------- | -------------------------- | ------------- |
| 0   | De ballade van Roodhaar | La ballade de Cheveu Rouge | 1999 (1973)   |
| 1   | De stam der Ruiters     | Le Clan des Centaures      | 1976          |
| 2   | De slaven               | Les Esclaves               | 1977          |
| 3   | Maïlis                  | Maïlis                     | 1978          |
| 4   | De Pelgrims             | Les Pèlerins               | 1978          |
| 5   | City N.W. Nr. 3         | Cité N.W nº3               | 1979          |
| 6   | De opwekkende kracht    | L'Éveilleur                | 1988          |
| 7   | De weg van het Ogam     | Les Chemins de l'Ogam      | 1988          |
| 8   | Schipbreuk deel 1       | Naufrage - Tome 1          | 1989          |
| 9   | Schipbreuk deel 2       | Naufrage - Tome 2          | 1989          |